# Алеїч Еспаргаро
Але́їч Еспа́ргаро Ві́лья (ісп. Aleix Espargaró Villà; 30 липня 1989, Ґранульєс, Каталонія, Іспанія) — іспанський мотогонщик, учасник чемпіонату світу з шосейно-кільцевих мотогонок серії MotoGP. У сезоні 2016 року виступає у класі MotoGP за команду «Team Suzuki MotoGP» під номером 41. Старший брат іншого мотогонщика MotoGP Пола Еспаргаро.

## Кар'єра
Вперше у змаганнях з мотоспорту Алеїч дебютував у 1993 році, у 4-річному віці. Це були гонки по бездоріжжю, так звані ендуро. У 1999 році, у віці 10 років, Еспаргаро здобув свій перший титул, вигравши чемпіонат Каталонії у класі ендуро.
У наступному році Алеїч дебютував у шосейно-кільцевих мотогонках. У 2001 році він виграв кубок Каталонії та Іспанії «Copa Rieju Supermotard».
У сезоні 2002 Еспаргаро узяв участь у чемпіонаті Іспанії з шосейно-кільцевих мотогонок в класі 125cc з командою TJT, де зайняв 5-те місце.
У 2004 році він виграв титул, ставши наймолодшим чемпіоном Іспанії в історії цього класу. Це відчинило йому двері у чемпіонат світу.

### MotoGP
У чемпіонському сезоні 2004 Алеїч дебютував у чемпіонаті світу MotoGP, виступивши на Гран-Прі Валенсії в класі 125cc.
У 2005 році Еспаргаро, підписавши контракт з командою відомих футболістів Кларенса Зедорфа та Роберто Карлоса «Seedorf RC3 — Tiempo Holidays», виступав у серії на постійній основі. Перший сезон видався не дуже вдалим: найкращий результат на етапах — 9-те місце на Гран-Прі Німеччини та 16-те місце в загальному заліку.
У сезоні 2006 року Еспаргаро виступав вже за іншу команду — «Wurth Honda BQR», яка використовувала вже знайомі Алеїчу мотоцикли Honda. Не набравши у перших 6 гонках жодного очка, решту сезону іспанець разом з командою провів у класі 250сс. Там зміг досягти 9-го місця на Гран-Прі Малайзії та закінчити сезон 20-м у загальному заліку.
На сезон 2007 року Алеїч підписав контракт з командою «Blusens Aprilia» для участі у класі 250сс. Команда використовувала незнайомі для іспанця мотоцикли Aprilia. Продемонструвавши протягом сезону стабільні результати (10-15 місця на етапах), Еспаргаро посів 15-те місце в загальному заліку.
У сезоні 2008 року Алеїч виступав за команду «Lotus Aprilia» на вже знайомих мотоциклах. У перших 5 з 6 гонок Еспаргаро фінішував на 9-му місці; найкращим результатом іспанця у сезоні стало 5-те місце на Гран-Прі Малайзії. Набравши 92 очка, Алеїч зайняв 12-те місце в підсумковій таблиці.
На сезон 2009 року Еспаргаро підписав контракт з італійською командою «Campetella Racing» для участі у класі 250сс, але перед початком сезону команда відкликала свою заявку на участь у чемпіонаті. Алеїч залишився поза гонками Гран-Прі. Щоправда, він двічі брав участь у гонках класу 250сс за команду «Balatonring Team», а також чотири гонки провів у «королівському» класі — MotoGP — замінивши у команді «Pramac Racing» Міку Калліо, який, своєю чергою, у тих гонках заміняв Кейсі Стоунера у «Ducati Team».
Непогані результати, продемонстровані у MotoGP, втілились у продовженні співпраці Еспаргаро з «Pramac Racing»: у сезоні 2010 року він став повноцінним гонщиком команди. Протягом сезону Алеїч двічі займав восьме місце, в підсумковому заліку ставши 14-м.
У сезоні 2011 році Алеїч повернувся назад у середній клас, який до цього часу став називатись Moto2. Він підписав контракт з командою колишнього чемпіона світу в класі 250сс Сіто Понса «Pons HP 40». Цей сезон став найуспішнішим у кар'єрі іспанця, адже він вперше піднявся на подіум, зайнявши 3-є місце на Гран-Прі Каталонії. Загалом же через великий діапазон продемонстрованих результатів (від 3-го до 31-го місця) він зайняв лише 12-те місце в підсумковому заліку.
На сезон 2012 року Еспаргаро повернувся у клас MotoGP, підписавши контракт з командою «Power Electronics Aspar». Використовуючи мотоцикл, розроблений на базі Aprilia, Алеїч не міг розраховувати на високі результати. Найвищим результатом у сезоні стало 8-ме місце на Гран-Прі Малайзії; в підсумковій таблиці іспанець зайняв 12-те місце.
У сезоні 2013 року співпраця Еспаргаро та «Power Electronics Aspar» продовжилась. Протягом сезону іспанець знову не міг на рівні змагатись з гонщиками «Repsol Honda» та «Yamaha Factory Racing». Найкращим результатом у сезоні стали чотири 8-х місця, що дозволило фінішувати в загальному заліку лише 11-м.
На сезон 2014 року Алеїч перейшов у команду «NGM Mobile Forward Racing», де отримав можливість виступати на мотоциклі Yamaha YZR-M1. Щоправда, за це йому та новій команді довелося заплатити 300 000 € відступних попередній команді. У цьому ж сезоні молодший брат Алеїча Пол також взяв участь у змаганнях класу MotoGP, приєднавшись до команди «Monster Yamaha Tech 3». Початок сезону виявися вдалим: 4-те місце на дебютному Гран-Прі сезону у Катарі. Наступні кілька етапів Алеїч закінчував у десятці найкращих, а у восьмій гонці сезону, у Ассені, скориставшись мінливою погодою, зумів вперше за часи свої виступів у MotoGP здобути поул. Це досягнення стало першим для гонщиків категорії Open. Саму ж гонку Еспаргаро закінчив знову 4-м. Найкращою гонкою Алеїча в його кар'єрі у королівському класі стало Гран-Прі Арагону, де він, скориставшись падіннями Валентіно Россі, Марка Маркеса та Даніеля Педроси, зумів фінішувати на 2-му місці. В загальному заліку Еспаргаро зайняв 7-ме місце, а в заліку пілотів категорії Open став переможцем.
На сезон 2015 року Алеїч приєднався до заводської команди «Team Suzuki MotoGP», яка повернулась у «королівські» перегони після тривалої перерви. Не маючи можливості боротись з гонщиками на Honda та Yamaha за перемоги на етапах, іспанець зосередився в роботі над вдосконаленням свого Suzuki GSX-RR. Демонструючи стабільні результати в районі 10-го місця, він проте зумів завоювати протягом сезону один поул (Гран-Прі Каталонії). За підсумками сезону він став 11-м.

## Статистика виступів у MotoGP

### За сезонами
| Сезон | Клас   | Команда                       | Мотоцикл       | Гонки | Пер | Под | ПП | НК | Очки | Місце |
| ----- | ------ | ----------------------------- | -------------- | ----- | --- | --- | -- | -- | ---- | ----- |
| 2004  | 125cc  | Racc Caja Madrid              | Honda          | 1     | 0   | 0   | 0  | 0  | 0    | НК    |
| 2005  | 125cc  | Seedorf RC3 — Tiempo Holidays | Honda          | 16    | 0   | 0   | 0  | 0  | 36   | 16    |
| 2006  | 125cc  | Wurth Honda BQR               | Honda          | 6     | 0   | 0   | 0  | 0  | 0    | —     |
| 2006  | 250cc  | Wurth Honda BQR               | Honda          | 9     | 0   | 0   | 0  | 0  | 20   | 19    |
| 2007  | 250cc  | Blusens Aprilia               | Aprilia        | 17    | 0   | 0   | 0  | 0  | 47   | 15    |
| 2008  | 250cc  | Lotus Aprilia                 | Aprilia        | 16    | 0   | 0   | 0  | 0  | 92   | 12    |
| 2009  | 250cc  | Balatonring Team              | Aprilia        | 2     | 0   | 0   | 0  | 0  | 22   | 17    |
| 2009  | MotoGP | Pramac Racing                 | Ducati         | 4     | 0   | 0   | 0  | 0  | 16   | 18    |
| 2010  | MotoGP | Pramac Racing Team            | Ducati         | 18    | 0   | 0   | 0  | 0  | 65   | 14    |
| 2011  | Moto2  | Pons HP 40                    | Pons Kalex     | 17    | 0   | 1   | 0  | 0  | 76   | 12    |
| 2012  | MotoGP | Power Electronics Aspar       | ART            | 18    | 0   | 0   | 0  | 0  | 74   | 12    |
| 2013  | MotoGP | Power Electronics Aspar       | ART            | 18    | 0   | 0   | 0  | 0  | 93   | 11    |
| 2014  | MotoGP | NGM Forward Racing            | Forward-Yamaha | 18    | 0   | 1   | 1  | 0  | 126  | 7     |
| 2015  | MotoGP | Team Suzuki Ecstar            | Suzuki GSX-RR  | 18    | 0   | 0   | 1  | 0  | 105  | 11    |
| 2016* | MotoGP | Team Suzuki Ecstar            | Suzuki GSX-RR  |       |     |     |    |    |      | *     |

Примітка: * — сезон триває.

## Цікаві факти
- У сезоні 2011 року Алеїч Еспаргаро виступав у чемпіонаті Moto2 разом зі своїм молодшим братом Полом, щоправда, за різні команди. Вони разом і фінішували у загальному заліку: старший зайняв 12-те місце в загальному заліку, а молодший — 13-те. У сезоні 2014 року вони знову змагалися один з одним, щоправда, вже у класі MotoGP, і знову у загальному заліку фінішували поруч, цього разу молодший брат став 6-м, а старший — 7-м.